# ATP-toernooi van Pinehurst
Het ATP-toernooi van Pinehurst (officieel USTA Clay Court Classic) was een tennistoernooi voor mannen dat eenmalig in 1994 op de ATP-kalender stond. Plaats van handeling waren de gravel-buitenbanen van de Pinehurst Resort and Country Club in de Amerikaanse stad Pinehurst.

## Finales

### Enkelspel
| Jaar | Winnaar      | Finalist    | Score       |
| ---- | ------------ | ----------- | ----------- |
| 1994 | Jared Palmer | Todd Martin | 6-4, 7-6(5) |

### Dubbelspel
| Jaar | Winnaars                       | Runners-up                   | Score         |
| ---- | ------------------------------ | ---------------------------- | ------------- |
| 1994 | Todd Woodbridge Mark Woodforde | Jared Palmer Richey Reneberg | 6-2, 3-6, 6-3 |

ITF-toernooien (mannen en vrouwen)

ATP-toernooien (mannen) – ATP-seizoen 2025

WTA-toernooien (vrouwen) – WTA-seizoen 2025

Voormalige toernooien mannen
Voormalige toernooien vrouwen
Voormalige amateurtoernooien